# Cyclosa caroli
Cyclosa caroli là một loài nhện trong họ Araneidae.
Loài này thuộc chi Cyclosa. Cyclosa caroli được Nicholas Marcellus Hentz miêu tả năm 1850.